# سیوزانا سیرکانیان
سیوزانا سیرکانیان ( زادهٔ ۱۷ ژوئن ۱۹۹۶) بازیکن فوتبال در پست دروازه‌بان اهل ارمنستان است.

## باشگاهی
از باشگاه‌هایی که در آن بازی کرده‌است می‌توان به Medyk Konin و باشگاه فوتبال زنان پیونیک اشاره کرد.

## تیم ملی
وی همچنین در تیم ملی فوتبال زنان ارمنستان بازی کرده‌است. نخستین بازی ملی خود در چهارچوب مرحله مقدماتی جام جهانی فوتبال زنان ۲۰۲۳ در تاریخ ۳۰ نوامبر ۲۰۲۱ در ایروان در مقابل نروژ انجام داده‌است.